# Bronisław Lachowicz (oficer)
Bronisław Lachowicz (ur. 18 kwietnia?/1 maja 1907 pod Orszą, zm. 12 października 1943 pod Lenino) – major Wojska Polskiego.

## Życiorys
Był Polakiem, urodził się 1 maja 1907 pod Orszą, siedem kilometrów na zachód od Lenino. Był synem Jakuba. Miał brata Stanisława. Był żonaty z Lubą.
W 1925 rozpoczął służbę w Armii Czerwonej. Ukończył Leningradzką Szkołę Kawalerii, a następnie służył na Dalekim Wschodzie. Podczas II wojny światowej służył nadal w Armii Czerwonej. Wiosną 1943 został skierowany do 1 Polskiej Dywizji Piechoty im. Tadeusza Kościuszki, w której dowodził I batalionem 1 pułku piechoty. Według powojennych relacji był lubiany przez Koścuszkowców za swój żarliwy stosunek do polskości. 12 października 1943 dowodzony przez niego batalion został użyty do rozpoznania walką sił niemieckich, co zapoczątkowało bitwę pod Lenino. Kierował wówczas natarciem na wieś Trigubowo (potem przemianowana na Kościuszkowo). Atak nie powiódł się wskutek nieprzyjacielskiego ognia z broni maszynowej. Po zdobyciu pierwszej linii obrony Niemców mjr Lachowicz poległ śmiertelnie trafiony pociskiem przeciwpancernym w piersi (według innej wersji wybuchła mu pod nogami mina moździerzowa). Wówczas dowodzenie batalionem przejął dotychczasowy oficer polityczno-wychowawczy ppor. Roman Paziński, poległy chwilę potem w ataku na drugą linię umocnień.

## Upamiętnienie
W październiku 1943 Lucjan Szenwald ułożył słowa Ballady o Pierwszym Batalionie, którego ósma i dziewiąta zwrotka brzmią:
| Wstał major Lachowicz o krok przed szeregiem, pistolet mu w ręku zabłysnął. „Na szturm, bracia! Stąd kilometrów o siedem jest dom, który był mi kołyską. Tam żona, tam synek w ramionach jej płacze i was czeka dom o żołnierze-tułacze.” |  | I powiódł ich poprzez transzeje niemieckie, płomiennym przewodził im ciałem. I wiódł ich na druty, na gniazda strzeleckie na twierdzę, na śmierć! Ja myślałem, że serce wybuchło mu, pełne Ojczyzną, a to w piersi granat się gorzki rozbryznął. |

- Postać Bronisława Lachowicza została ukazana w książce Alojzego Srogi pt. Początek drogi Lenino z 1972[16], w opowieści Włodzimierza Sokorskiego pt. Bitwa z 1983[17].
- W 1973 imieniem mjr. Bronisława Lachowicza nazwano 41 pułk zmechanizowany[18][19].
- W 1974 został zbudowany statek drobnicowiec Bronisław Lachowicz[20].
- W 1977 ukazała się publikacja pt. Major Bronisław Lachowicz (1907-1943), autorstwa Adrianny Gozdeckiej[21].
- W filmie Do krwi ostatniej… z 1978 i jego telewizyjnej wersji rolę mjr. Bronisława Lachowicza zagrał Jerzy Braszka[22].
- W 1980 został wybity medal upamiętniający majora Bronisława Lachowicza, wydany przez Mennicę Państwową, a zaprojektowany przez Andrzeja Nowakowskiego[23].

## Odznaczenia
- Krzyż Srebrny Orderu Virtuti Militari – pośmiertnie (Polska Ludowa)[7]
- Order Wojny Ojczyźnianej I stopnia – pośmiertnie (ZSRR)[24]